# Fédération andorrane de cyclisme
La Fédération andorrane de cyclisme (Federació Andorrana de Ciclisme en catalan) est l'organisme officiel qui gère le cyclisme en Andorre, qu'il s'agisse de cyclisme sur route ou encore de VTT.
Elle est affiliée à l'union européenne de cyclisme ainsi qu'à l'union Cycliste Internationale et organise notamment les championnats d'Andorre de cyclisme sur route.